# Léopold Delcour
Leopold Antoine Delcour (Hollogne-aux-Pierres, 9 september 1920 - Sprimont, 22 oktober 2016) was een Belgische atleet, die gespecialiseerd was in het verspringen. Hij nam eenmaal deel aan de Europese kampioenschappen.

## Biografie
Delcour werd in 1946 tweede op de Belgische kampioenschappen. Daardoor werd hij geselecteerd voor de Europese kampioenschappen. Hij geraakte niet voorbij de kwalificaties.

## Palmares

### hink-stap-springen
- 1938:  BK AC – 12,35 m

### verspringen
- 1946:  BK AC – 6,74 m
- 1946: 13e in kwalificaties EK te Oslo – 6,56 m